# Jacques Fowler
Pour les articles homonymes, voir Fowler.
Jacques Fowler, né le 3 août 1940 à Conakry en Guinée française et mort le 11 septembre 2013 à Dakar, est un joueur sénégalais de basket-ball.

## Carrière
Jacques Fowler, originaire de Guinée, se rend au Sénégal en 1962 pour étudier à l'université de Dakar. Il est un joueur du Dakar Université Club de 1962 à 1969, après avoir évolué au club de Conakry II en Guinée.
Avec l'équipe du Sénégal, Jacques Fowler est finaliste des Jeux africains de 1965 à Brazzaville. Il est le capitaine de la sélection disputant le Championnat d'Afrique de basket-ball 1970 en Égypte, qui termine deuxième.
Il travaille ensuite comme chirurgien-dentiste à Dakar.